# Sestry v Londýně
Sestry v Londýně (v anglickém originále Winning London) je americký komediální film z roku 2001. Režie se ujal Craig Shapiro a scénáře Karol Ann Hoffner. Hlavní role hrají Mary-Kate a Ashley Olsenovy.

## Obsazení
- Mary-Kate Olsen jako Chloe Lawrence
- Ashley Olsen jako Riley Lawrence
- Brandon Tyler jako Brian
- Jesse Spencer jako James Browning
- Rachel Roth jako Rachel
- Eric Jungmann jako Dylan
- Claire Yarlett jako Julia Watson
- Steven Shenbaum jako Harry Holmes
- Paul Ridley jako Lord Browning
- Stephanie Arellano jako Gabriella
- Blythe Matsui jako Sakura
- Curtis Anderson jako Goofy delegate
- Garikayi Mutambirwa jako Niko
- Jeremy Maxwell jako Jonathan
- Benton Jennings jako šéfkuchař
- Jerry Gelb jako kapitán
- Robert Phelps jako hlavní porotce
- Jarrett Lennon jako Randall
- Richard Alan Brown jako dítě